# División de Honor de la Liga Nacional de Béisbol 2016
La División de Honor de la Liga Nacional de Béisbol 2016 fue la edición número 73 de la División de Honor de la Liga Nacional de Béisbol, máxima categoría de la Liga Nacional de Béisbol.

## Equipos
| Equipo            | Estadio                          | Capacidad | Localidad                 |
| ----------------- | -------------------------------- | --------- | ------------------------- |
| Béisbol Navarra   | Instalaciones deportivas El Soto | 200       | Burlada                   |
| Astros            | Campo Federativo del Turia       | -         | Valencia                  |
| Viladecans        | Estadi Olimpic de Viladecans     | 1500      | Viladecans                |
| Béisbol Barcelona | Estadio Pérez de Rozas           | 800       | Barcelona                 |
| Sant Boi          | Campo municipal de béisbol       | 500       | San Baudilio de Llobregat |
| Pamplona          | Instalaciones deportivas El Soto | 200       | Pamplona                  |
| San Inazio        | Polideportivo El Fango           | 200       | Bilbao                    |
| Marlins           | Centro Insular de Béisbol        | 200       | Puerto de la Cruz         |

## Clasificación
| Pos. | Equipos                   | PJ | PG | PP | AVE  |
| ---- | ------------------------- | -- | -- | -- | ---- |
| 1    | Astros de Valencia (C)    | 28 | 24 | 4  | .857 |
| 2    | Marlins Puerto de la Cruz | 28 | 24 | 4  | .857 |
| 3    | CBS Sant Boi              | 28 | 17 | 11 | .607 |
| 4    | CB Barcelona              | 28 | 16 | 12 | .571 |
| 5    | San Inazio Bilbao Bizkaia | 28 | 14 | 14 | .500 |
| 6    | Béisbol Navarra           | 28 | 8  | 20 | .286 |
| 7    | CD Pamplona               | 28 | 7  | 21 | .250 |
| 8    | CB Viladecans             | 28 | 2  | 26 | .071 |